# Доротея Мария Саксен-Веймарская
Доротея Мария Саксен-Веймарская (нем. Dorothea Maria von Sachsen-Weimar; 14 октября 1641, Веймар — 11 июня 1675, Цайц) — принцесса Саксен-Веймарская из эрнестинской линии Веттинов, в замужестве герцогиня Саксен-Цейцская.

## Биография
Доротея Мария — младшая дочь герцога Вильгельма IV Саксен-Веймарского и его супруги Элеоноры Доротеи Ангальт-Дессауской, дочери князя Иоганна Георга I Ангальт-Дессауского. Была названа в честь почившей бабушки Доротеи Марии Ангальтской.
В 15-летнем возрасте 3 июля 1656 года в Веймаре Доротея Мария вышла замуж за овдовевшего 7 октября 1652 года принца Морица Саксонского, с 1653 года являвшегося администратором Наумбургского монастыря. С 1646 года Мориц являлся членом Плодоносного общества, возглавляемого отцом невесты. Вскоре после бракосочетания Морица и Доротеи Марии умер её свёкор, курфюрст Саксонии Иоганн Георг I. По завещанию Мориц, как младший сын, получил в наследство земли, ставшие секундогенитурой Саксен-Цейц, и стал родоначальников новой ветви в альбертинской линии Веттинов.
Доротея Мария умерла в 33 года и была похоронена в Цайцском соборе. Герцог Мориц женился после её смерти в третий раз.

## Потомки
В браке с герцогом Морицем у Доротеи Марии родились:
- Элеонора Магдалена (1658—1661)
- Вильгельмина Элеонора (1659—1659)
- Эрдмута Доротея (1661—1720), замужем за герцогом Кристианом II Саксен-Мерзебургским
- Мориц Вильгельм (1664—1718), женат на Марии Амалии Бранденбург-Шведтской
- Иоганн Георг (1665—1666)
- Кристиан Август (1666—1725), кардинал, примас Венгрии
- Фридрих Генрих (1668—1713), женат на Софии Ангелике Вюртемберг-Бернштадтской, затем на Анне Фридерике Филиппине Шлезвиг-Гольштейн-Зондербург-Визенбургской
- Мария София (1670—1671)
- Магдалена Сибилла (1672—1672)
- Вильгельмина София (1675—1675)